# Daniel Ignatius Nitsch
Daniel Ignatius Nitsch (16. března 1651, Praha – 22. června 1709, tamtéž) byl český jezuitský kněz, autor česky mluvených i psaných kázání, jejichž knižní soubor je významným dílem české barokní homiletické literatury.
Do jezuitského řádu Nitsch vstoupil roku 1666. Kazatelsky působil hlavně na Těšínsku. V Těšíně zastával úřad gymnazijního prefekta.
Jeho vrcholným dílem je kniha Berla královská Jezu Krista, která vyšla roku 1709 ve dvou dílech. Lexikon české literatury styl zde shromážděných kázání charakterizuje takto: "Rozsáhlá, složitě stavěná souvětí jsou zaplavena živými, výraznými, smyslově naléhavými obrazy, čerpanými z podivuhodně bohatého představového fondu; metafory, přirovnání, synonyma, slovní hříčky jsou hromaděny do výčtů uspořádaných podle proměnlivého vzorce; intonační linie věty se neustále mění efektně vkládanými řečnickými otázkami a zvoláními." Nicméně tento styl byl již v Nitschově době patrně vnímán jako afektovaný a vyumělkovaný, k čemuž poukazuje Nitschova předmluva k druhému dílu knihy, kde explicitní i implicitní námitky odráží. Nitsch se zde hájí tím, že užívá češtiny Veleslavínovi, což nicméně naznačuje, že jeho jazyk mohl být ve své době vnímán jako archaický. K ukázání rozmanitosti a bohatosti češtiny má Nitsch důvody vlastenecké.
Roku 1709 vyšlo anonymně i Nitschovo  básnické dílo Hodinky zlaté Bohmila.
Zajímavostí je, že s Nitschovým odkazem je spjata jedna z největších plagiátorských afér v české akademické sféře po roce 1989. Libor Pavera o Nitschovi sepsal habilitační práci, na jejímž základě získal docenturu na Slezské univerzitě v Opavě. Studie pak vyšla i knižně pod názvem Kazatel Daniel Nitsch: kapitola z barokní homiletiky (Brno, Istenis 2003). V recenzi v časopise Tvar (20/2003) pak doktorandka Ostravské univerzity Hana Kusáková odhalila, že autor monografii téměř ze dvou třetin vystavěl na doslovném nepřiznaném opisu rozsáhlé rukopisné studie profesora Arcibiskupského gymnázia v Kroměříži Františka Němce (1911-1945), přičemž plagiátor vycházel jak z originálu Němcova rukopisu, uloženého v Památníku Petra Bezruče v Opavě, tak z jeho fotografické kopie, uložené v pozůstalosti literárního historika Josefa Vašici (1884-1968) v Literárním archivu Památníku národního písemnictví. To vzápětí potvrdily další recenze archiváře Miloše Sládka v časopisech Aluze a Literární archiv a Jana Linky v časopise Česká literatura.